# Miani (Szindh)
Miani (angol átírással Meeanee) község a pakisztáni Szindhben, 10 km-re északra Hiderábádtól. 1843. február 17-én itt került sor a miani csatára, amelyben Sir Charles Napier legyőzte a szindhi uralkodót, és a tartományt Brit India részévé tette.

## Fordítás
- Ez a szócikk részben vagy egészben  a   Miani, Sindh című angol Wikipédia-szócikk ezen változatának fordításán alapul.  Az eredeti cikk szerkesztőit annak laptörténete sorolja fel. Ez a jelzés csupán a megfogalmazás eredetét és a szerzői jogokat jelzi, nem szolgál a cikkben szereplő információk forrásmegjelöléseként.